# Erik Meijer (voetballer)
Erik Meijer (Meerssen, 2 augustus 1969) is een Nederlands voormalig voetballer. Hij speelde een keer voor het Nederlands elftal, op 24 maart 1993, in de thuiswedstrijd tegen San Marino tijdens de kwalificatie voor het Wereldkampioenschap voetbal 1994.

## Carrière
Meijer werd geboren als zoon van een slager. Hij begon zijn voetbalcarrière bij SV Meerssen. Hij debuteerde als prof bij Fortuna Sittard in het seizoen 1988-1989. Vervolgens vertrok hij voor een korte periode naar België, waar hij bij Antwerp FC onder contract kwam. Hij keerde hetzelfde seizoen nog terug naar Nederland en kwam terecht bij FC Eindhoven. In het seizoen 1990-1991 speelde hij weer voor Fortuna Sittard.
In de jaren 1991-1993 speelde hij voor MVV, waar hij zich als veelscorende spits in de kijker speelde. Zijn transfer in 1993 naar PSV kwam dan ook niet als verrassing. Het was de tot dan toe grootste binnenlandse transfer in het Nederlandse voetbal. Bij PSV wist hij echter nooit uit te groeien tot een vaste waarde.
In 1995 maakte Meijer de overstap naar Duitsland. Hij speelde er achtereenvolgens een seizoen bij KFC Uerdingen 05 en drie seizoenen Bayer 04 Leverkusen, waar hij uitgroeide tot vedette. Hierna vertrok hij naar Liverpool FC, waar hij na een goed eerste seizoen, in het seizoen 2000-2001 aan Preston North End FC verhuurd werd. In  december 2000 keerde hij terug naar Duitsland, om 2,5 jaar te spelen bij Hamburger SV. Hierna sloot hij zijn carrière af bij Alemannia Aachen. Op 7 mei 2006 nam hij afscheid als profvoetballer.
In september 2006 werd hij assistent-coach bij Alemannia Aachen. Tegenwoordig fungeert Meijer als analist bij Fox Sports en Sky Duitsland.
In het seizoen 2008-2009 was Erik Meijer voorzitter van RT174 Maastricht. In januari 2014 werd hij assistent bij MVV.
Meijer woont in Lanaken.